# Министерство национальной обороны Турции
Министерство национальной обороны (тур. Millî Savunma Bakanlığı) — ведомство государственного министерства Турецкой Республики, ответственного за координацию и контроль всех учреждений и функций правительства, непосредственно связанных с национальной безопасностью  и Вооруженными силами Турции. Штаб-квартира находится в Анкаре. 
Министерство национальной обороны возглавляет министр национальной обороны, глава кабинета министров, который подчиняется непосредственно президенту Турции.

## Организация

### Центральный аппарат
Следующие департаменты и предприятия подчинены Министерству национальной обороны: 
- Инспекционная комиссия по военной юстиции
- Высший военный административный суд
- Военный верховный суд
- Департамент по делам военной юстиции
- Департамент исследований и разработок
- Департамент планов, политики и соглашений
- Департамент по подбору персонала
- Департамент внутренних закупок
- Департамент иностранных закупок
- Департамент строительства и недвижимости
- Отдел технических знаний
- Департамент инфраструктуры НАТО
- Завод Механико-Химической Промышленности
- Турецкий завод аэрокосмической промышленности
- Завод фармацевтической продукции
- Карапинарский стрелковый тир
- Командование по снабжению топливом и стрельбище НАТО
- Главное командование картографии
- Департамент финансов
- Подсекретариат по оборонной промышленности